# Louise Dumont
Louise Dumont, född 22 februari 1862 i Köln, död 16 maj 1932 i Düsseldorf, var en tysk skådespelerska och teaterchef.
Dumont spelade från 1885 i Berlin, senare i Wien och Stuttgart. 1896 återvände hon till Berlin, där hon på Lessingtheater och Deutsches Theater med sällsynt intelligens och starkt temperament i tekniskt fulländad linjeren form gav liv åt den klassiska och särskilt den modern repertoarens kvinnokaraktärer, särskilt från Ibsens och Sudermanns pjäser. Från 1904 ledde hon tillsammans med sin man Gustav Lindemann Schauspielhaus i Düsseldorf.